# 코난 오브라이언 캔트 스탑
《코난 오브라이언 캔트 스탑》(Conan O'Brien Can't Stop)은 미국에서 제작된 로드먼 플렌더 감독의 2011년 다큐멘터리, 뮤지컬 영화이다. 코난 오브라이언, 앤디 릭터, 더 베이직 케이블 밴드 등이 출연한다.

## 출연자
- 코난 오브라이언
- 앤디 릭터
- 더 베이직 케이블 밴드
- 짐 캐리
- 소나: 코난의 비서

## 같이 보기
- 코난